# Бельгійський парк (Костянтинівка)
Бельгійський парк (Костянтинівка) — парк у Костянтинівці (Донецька область), на березі річки Кривий Торець, обмежений вулицею Шмідта. Парк перетинає вулиця Ємельянова та Північний шляхопровід.
Парк сформувався наприкінці ХІХ ст. навколо житлових та адміністративних будівель "Товариства Портландцемент у Костянтинівці «Краматорський завод» під торговою маркою «Пушка» (нині — Краматорський цементно-шиферний завод «Пушка»), яке належало бельгійцям.
У парку стояв будинок директора-розпорядника склоробних та хімічних заводів у Сантуринівці інженера Володимира Людвіговича Гомона, житлові будинки працівників, а також будівля адміністрації усіх заводів згаданого вище товариства. На даний момент останнє приміщення (після пожежі та кількох перебудов у радянський час) займає міжшкільний навчально-виробничий комбінат.
Одна із будівель у парку, зведена наприкінці ХІХ — на початку ХХ ст. у радянський час була взята під охорону як будівля, у якій у 1917–1918 рр. розташовувався костянтинівський ревком. На даний час будівля зруйнована.

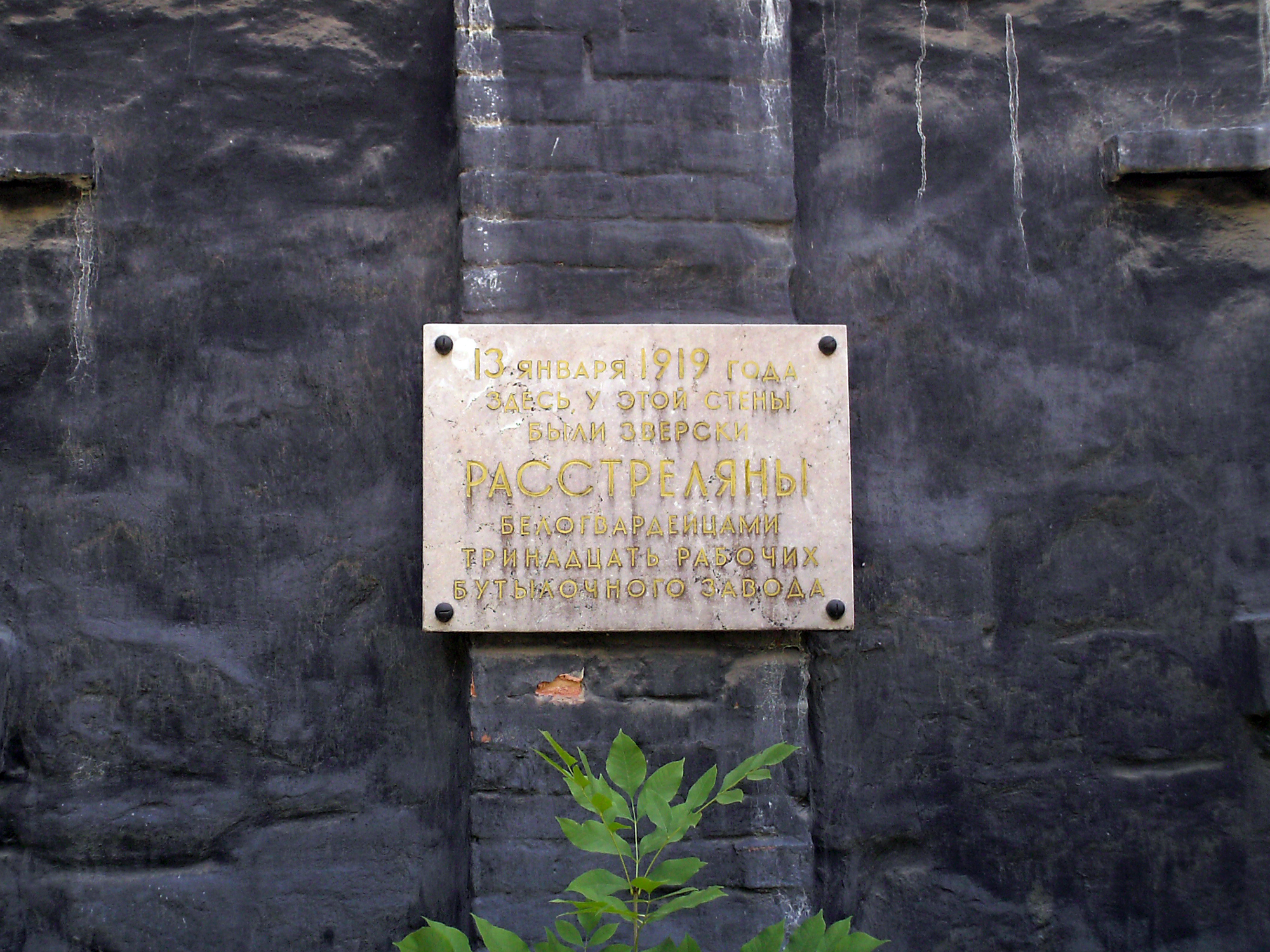
пам'ятна дошка на стіні, під якою у 1919 були розстріляні 13 робочих пляшкового заводу
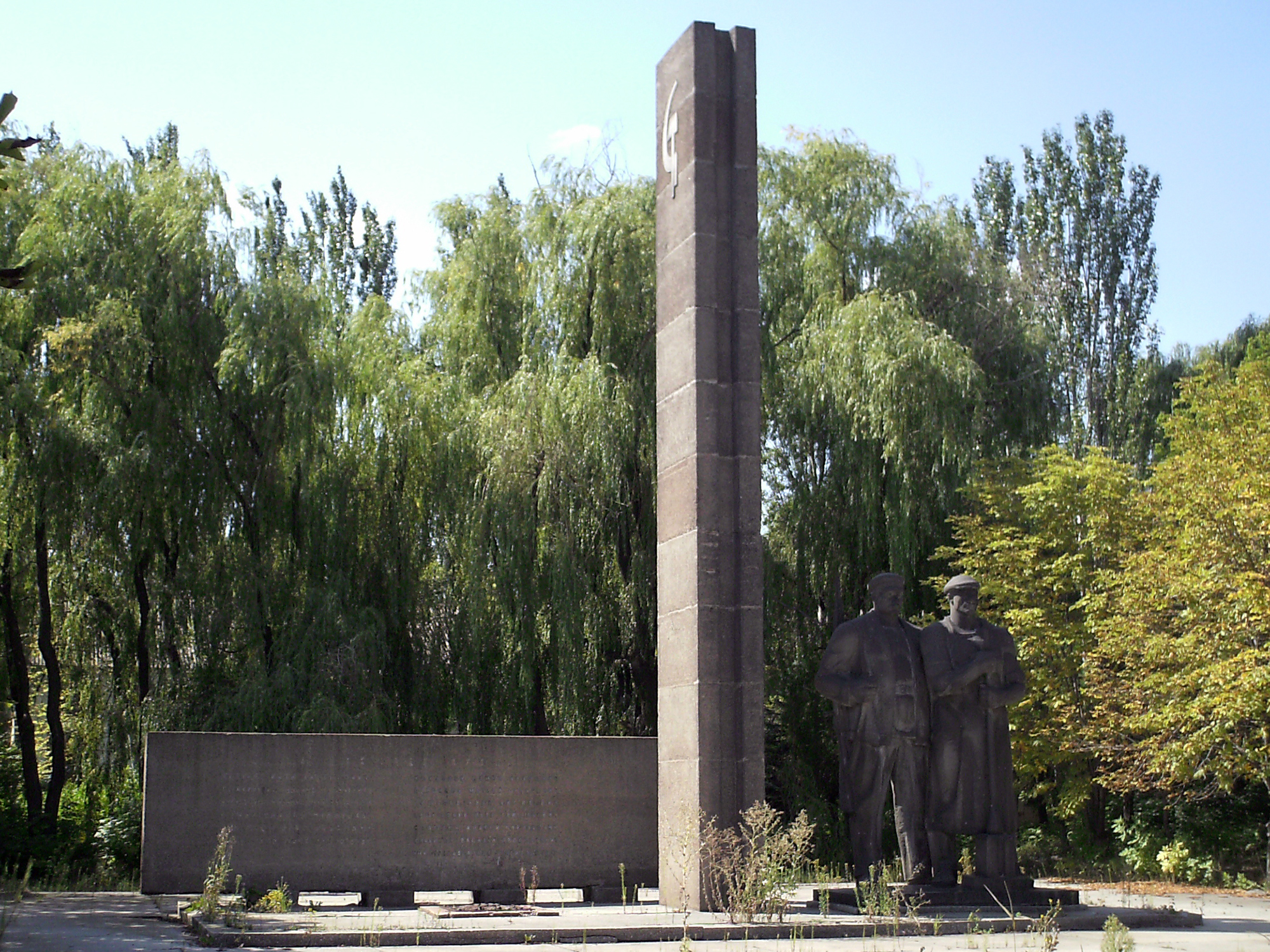
братська могила 13 розстріляних робочих

Навпроти парку також знаходиться могила 13 більшовиків, розстріляних у січні 1919 р. (або грудні 1918 р.) білогвардійцями, у 1966 встановлений пам'ятник, скульптор Л. А. Бринь. На місці їх розстрілу встановлено меморіальну дошку (1967 р.). 1920 р. у парку було похованого місцевого більшовицького діяча А. Якусевича, на честь якого парку було присвоєно нову назву.
Під час Другої світової війни 1939–1945 рр. у парку виникло кладовище німецьких солдат (близько 200–1000 солдат). У 1977 р. з парку до скверу імені Тараса Шевченка було перенесено могилу Антона Якусевича. Сам парк поступово занепав, а частково був забудований.
У 2012 році парк було частково вирубано під розширення виробничих потужностей КП «Промремонт».
Парк згадується у повісті «Опознать отказались» Бориса Мєзєнцева (Видавництво «Донбас», 1975).